# Herszoni csata
A herszoni csata az orosz és az ukrán erők közötti katonai összecsapás volt, amely 2022. február 24-én kezdődött, a dél-ukrajnai offenzíva részeként, a 2022-es ukrajnai orosz invázió során.
Herszon volt az első ukrán nagyváros és az egyetlen területi székhely, amelyet az orosz erők elfoglaltak a dél-ukrajnai offenzíva során.

## Orosz offenzíva és Herszon elfoglalása
Az orosz erők február 24-én dél felől a Krím-félszigeten keresztül behatoltak a Herszoni területre, Volodimir Zelenszkij ukrán elnök kijelentette: "Csapataink heves harcokat vívnak Herszon külvárosának közelében, az ellenség a megszállt Krím felől nyomul, Melitopol felé próbál előrenyomulni". Február 24-én estére az orosz erők elérték Herszon városát, és biztosították az Antonyivkai hidat, amely stratégiai fontosságú átkelőt biztosít a Dnyeper folyón és a fontos csomópontváros, Mikolajiv felé.
Február 25-én a kora reggeli órákra az ukrán erők visszafoglalták a hidat egy hevesnek mondható ütközetben, amelynek során halott katonák és több megsemmisült katonai jármű hevert a hídon. Az ellentámadás arra kényszerítette az oroszokat, hogy észak felé nyomuljanak, és elfoglalják a Dnyeper legközelebbi átkelőjét, Nova Kahovka városát. Az orosz csapatok később a nap folyamán ismét elfoglalták az Antonyivkai hidat.
Február 26-án Ihor Kolihajev, Herszon polgármestere kijelentette, hogy az orosz erők visszavonultak Herszonból, miután az ukrán légierő csapást mért az orosz páncélozott járművekre, így a város ukrán ellenőrzés alatt maradhatott. Anton Herascsenko, Ukrajna belügyminiszterének tanácsadója később azt állította, hogy az orosz hadsereg egy oszlopát az ukrán erők legyőzték a Herszontól délre fekvő Oleski város közelében. Később az ukrán főügyész, Irina Venegyiktova azt állította, hogy az orosz erők megöltek egy újságírót és egy mentőautó sofőrjét Herszon közelében. Venegyiktova kijelentette, hogy az ukrán bűnüldöző szervek büntetőeljárást indítottak a lövöldözések ügyében.
Február 27-én reggel az orosz védelmi minisztérium közölte, hogy az orosz erők bekerítették Herszon városát, és ukrán tisztviselők szerint elfoglalták a város egy részét, beleértve a Herszoni nemzetközi repülőteret is. Később a délelőtt folyamán az ukrán légierő állítólag sikeres dróncsapást hajtott végre az orosz erők ellen a Herszontól északra fekvő Csornobajivka városában.
Ukrán tisztviselők azt állították, hogy február 27-től kezdődően az orosz erők a közeli falvakból civileket kezdtek Herszon felé mozgatni, és megpróbálták a civileket emberi pajzsként használni.

### Március
Március 1-jén kora reggel ukrán tisztviselők azt állították, hogy az orosz erők új támadást indítottak Herszon ellen, és a Herszon nemzetközi repülőtérről a Herszon és Mikolajiv közötti autópályára nyomultak előre. Az orosz erők heves ágyúzás közben bekerítették a várost, és elérték az autópályát, majd Komisani faluig nyomultak előre, mielőtt ellenőrzőpontot állítottak fel. Az orosz erők később a nap folyamán behatoltak Herszonba. Kolihajev leírta a város polgáraira gyakorolt hatásokat, és kijelentette, hogy sokan otthonukban és óvóhelyeken maradtak. Azt is állította, hogy a harcok során iskolák és magas épületek rongálódtak meg, míg a lakóházakat az orosz erők lőtték. Kolihajev azt is állította, hogy március 1-jén orosz katonák Molotov-koktélokkal felfegyverzett polgárokra lőttek.
Március 2-án kora reggel Kolihajev arról számolt be, hogy az orosz erők elfoglaltak egy vasútállomást és egy folyami kikötőt. Később a délelőtt folyamán orosz erőket láttak a Szabadság téren, Herszon központjában, ahol a területi közigazgatás épülete található. Az orosz védelmi minisztérium később azt állította, hogy elfoglalták a várost, míg ukrán és amerikai tisztviselők tagadták az állítást, és kijelentették, hogy a harcok folytatódnak.
Később, március 2-án egy körülbelül tíz orosz katonából álló csoport, köztük egy parancsnok, behatolt a városi tanács épületébe, és tárgyalásokat kezdett Koljkajevvel. Aznap este Kolihajev bejelentette, hogy feladta a várost, és hogy az orosz parancsnok katonai közigazgatást szándékozik felállítani. Kolihajev elismerte, hogy az ukrán hadsereg már nincs jelen Herszonban, egy másik tisztviselő pedig kijelentette, hogy az orosz hadsereg a város minden részében jelen van. Kolihajev szerint a harcban mintegy 300 ukrán katona és civil vesztette életét, és a város infrastruktúrája súlyos pusztítást szenvedett. Azt is elmondta, hogy a holttesteket tömegsírokba temették, és sok maradvány felismerhetetlen.
Az ukrán ellentámadások következtében 2022 novemberére tarthatatlanná vált az orosz megszálló csapatok helyzete, ezért az orosz védelmi minisztérium november 9-én bejelentette, hogy feladja Herszont és a Herszoni területnek a Dnyeper bal oldalán lévő részét és kivonul onnan.

## Fordítás
Ez a szócikk részben vagy egészben  a   Battle of Kherson című angol Wikipédia-szócikk ezen változatának fordításán alapul.  Az eredeti cikk szerkesztőit annak laptörténete sorolja fel. Ez a jelzés csupán a megfogalmazás eredetét és a szerzői jogokat jelzi, nem szolgál a cikkben szereplő információk forrásmegjelöléseként.